# توري
توري (بـاليابانية: 鳥居 = مجثم الطيور، سمي بذلك لأن الطيور كانت تحط فوقه): هو هيكل -من الخشب في الأغلب- على شكل بوابة، يتم عن طريقه تحديد المداخل إلى المزارات الشنتوية، يفصل بين عالم الـ«كامي» المقدس والعالم الدنيوي المدنس.
تتألف هذه الأروقة المفتوحة من عمودين منتصبين يحملان عارضتين أفقيتين، يتم في بعض الأحيان إضافة لوحة خشبية تحمل بعض الكتابات بين العارضتين. تستعمل عدة مواد في صنع الـ«توري»، إلا أن الخشب يبقى المادة المفضلة، ويتم طلاءها في الغالب باللونين الأحمر-البرتقالي والأسود. عادة ما يقوم بعض الأغنياء، عندما يحالفهم النجاح بتقديمها كهبة للمزار الذي يفضلونه.
راجع:
- شنتو